# SHARE OS
SHARE OS (SHAREオペレーティングシステム、SOS) は、1959年にSHAREユーザーグループが開発したオペレーティングシステム。これはIBM 704用として初めてのOSであるジェネラル・モーターズのGM-NAA I/Oを改良したもの。プログラムの共有が主な開発目標だった。 
SHARE OSはバッファ処理と新しい入出力デバイスに対応した。GM-NAA I / Oと同じくアセンブリ言語で記述したプログラムを実行できた。 
SOSは当初真空管で動くIBM 709で動作し、後にトランジスタで動く後継機のIBM 7090に移植された。 
このシステムで導入された発明の解説はJournal of the Association for Computing Machineryの1959年4月号に掲載されている。 
IBMは1962年にSOSのサポートを終了し、互換性のない新たなOSであるIBM 7090/94 IBSYSを発売した。 